# Milan Vader
Milan Vader (Middelburg, 18 februari 1996) is een Nederlands wegwielrenner en  mountainbiker. Sedert 2025 is Vader actief voor Q36.5 Pro Cycling Team. 

## Biografie
Vader werd in 2019 voor het eerst Nederlands kampioen mountainbiken. Bij de Olympische Spelen in Tokyo in 2021 eindigde Vader als tiende. 
Sedert 2022 is Vader ook op de weg actief  voor Team Jumbo-Visma. Op 8 april 2022 viel hij in de Ronde van Baskenland en raakte daarbij levensgevaarlijk gewond. Dankzij vakkundig ingrijpen van de rondearts overleefde Vader een gescheurde halsslagader. Hij werd 12 dagen in coma gehouden om een betere kans te geven op herstel. De lijst aan breuken was niet mals: Acht ribben, ruggenwervel op acht plaatsen, schouder, sleutelbeen, oogkas en jukbeen. Het herstel ging boven verwachting goed, en in september nam Vader weer plaats in het peloton.

## Palmares

### Mountainbiken
Overwinningen
| Seizoen | Wereldbeker | OS  | WK  | EK  | NK    | Overige                                                                              | Totaal aantal zeges |
| ------- | ----------- | --- | --- | --- | ----- | ------------------------------------------------------------------------------------ | ------------------- |
| 2016    |             | DNQ | NVT | NVT | NVT   | Sittard-Geleen                                                                       | 1                   |
| 2017    |             | NVT | NVT | NVT | Brons | Gedern, Sittard-Geleen                                                               | 2                   |
| 2018    |             | NVT | NVT | NVT | 4e    | Sherwood Pines, Eupen, Velsen-Zuid, Houffalize, eindklassement Kos Island Stage Race | 5                   |
| 2019    |             | NVT | DNF | ↑   | Goud  | Gedern, Houffalize, Sittard-Geleen                                                   | 4                   |
| 2020    |             | NVT | 23e | 13e | Goud  | Alpe d'Huez, Spaarnwoude                                                             | 3                   |
| 2021    |             | 10e | 10e | 10e | Goud  | Spaarnwoude                                                                          | 1                   |
| 2022    |             | NVT | DNS | DNS | DNS   |                                                                                      | 0                   |
| 2023    |             | NVT | DNS | 46e | DNS   |                                                                                      | 0                   |
|         |             |     |     |     |       |                                                                                      |                     |
| Totaal  | 0           | 0   | 0   | 0   | 3     | 14                                                                                   | 17                  |

### Wegwielrennen

#### Overwinningen
2023 - 2 zeges
Bergklassement Ronde van Slowakije
4e etappe Ronde van Guangxi
Eindklassement Ronde van Guangxi

#### Resultaten in voornaamste wedstrijden
| Jaar | Ronde van Italië | Ronde van Frankrijk | Ronde van Spanje |
| ---- | ---------------- | ------------------- | ---------------- |
| 2022 |                  |                     |                  |
| 2023 |                  |                     |                  |
| 2024 |                  |                     |                  |
| 2025 | 80e              |                     |                  |

| Jaar | Milaan-San Remo | Amstel Gold Race | Luik-Bast.‑Luik | Strade Bianche | Waalse Pijl |
| ---- | --------------- | ---------------- | --------------- | -------------- | ----------- |
| 2022 |                 |                  |                 | 50e            |             |
| 2023 |                 |                  |                 | 34e            |             |
| 2024 |                 | 109e             | 90e             |                | opgave      |
| 2025 | 96e             | 37e              | 77e             | opgave         | 52e         |

| Jaar | Ronde van Italië | Ronde van Frankrijk | Ronde van Spanje |
| ---- | ---------------- | ------------------- | ---------------- |
| 2022 |                  |                     |                  |
| 2023 |                  |                     |                  |
| 2024 |                  |                     |                  |
| 2025 | 80e              |                     |                  |

| Jaar | Milaan-San Remo | Amstel Gold Race | Luik-Bast.‑Luik | Strade Bianche | Waalse Pijl |
| ---- | --------------- | ---------------- | --------------- | -------------- | ----------- |
| 2022 |                 |                  |                 | 50e            |             |
| 2023 |                 |                  |                 | 34e            |             |
| 2024 |                 | 109e             | 90e             |                | opgave      |
| 2025 | 96e             | 37e              | 77e             | opgave         | 52e         |

| Jaar | Tour Down Under | Ronde van het Baskenland | Ronde van Zwitserland | Ronde van Guangxi |
| ---- | --------------- | ------------------------ | --------------------- | ----------------- |
| 2022 |                 | opgave                   |                       |                   |
| 2023 | 25e             |                          |                       | ↑ (1)             |
| 2024 | 37e             | 72e                      | 47e                   | opgave            |

| Voorganger: Mathieu van der Poel 2018 | Nederlands kampioen mountainbiken Milan Vader 2019, 2020, 2021 | Opvolger: David Nordemann 2022 |